# NGC 5140
NGC 5140 је елиптична галаксија у сазвежђу Кентаур која се налази на NGC листи објеката дубоког неба.
Деклинација објекта је - 33° 52' 7" а ректасцензија 13h 26m 21,7s. Привидна величина (магнитуда) објекта NGC 5140 износи 11,8 а фотографска магнитуда 12,8. Налази се на удаљености од 42,073 милиона парсека од Сунца. NGC 5140 је још познат и под ознакама ESO 382-65, MCG -5-32-16, IRAS 13235-3336, PGC 47031.